# Гитте (коммуна)
Гитте́ (фр. Guitté, брет. Gwitei, галло Gitei) — коммуна во Франции, находится в регионе Бретань. Департамент — Кот-д’Армор. Входит в состав кантона Брон. Округ коммуны — Динан.
Код INSEE коммуны — 22071.

## География
Коммуна расположена приблизительно в 340 км к западу от Парижа, в 37 км северо-западнее Ренна, в 60 км к юго-востоку от Сен-Бриё.
На севере коммуны находится озеро Рафемель.

## Население
Население коммуны на 2016 год составляло 702 человека.
| 1962 | 1968 | 1975 | 1982 | 1990 | 1999 | 2008 | 2016 |
| ---- | ---- | ---- | ---- | ---- | ---- | ---- | ---- |
| 616  | 611  | 554  | 541  | 524  | 526  | 623  | 702  |

## Администрация
| Период | Период | Фамилия                 | Партия        | Примечания            |
| ------ | ------ | ----------------------- | ------------- | --------------------- |
| 1945   | 1947   | Анри де Карне Тресессон |               |                       |
| 1947   | 1953   | Луи Кардиналь           |               |                       |
| 1953   | 1959   | Адольф Бриан            |               | фермер                |
| 1959   | 1989   | Анри Левашер            |               | кровельщик            |
| 1989   | 2008   | Жан Депорт              |               | фермер                |
| 2008   |        | Эрик Дартуа             | Разные правые | управляющий магазином |

## Экономика
В 2007 году среди 379 человек в трудоспособном возрасте (15—64 лет) 303 были экономически активными, 76 — неактивными (показатель активности — 79,9 %, в 1999 году было 63,6 %). Из 303 активных работали 284 человека (157 мужчин и 127 женщин), безработных было 19 (8 мужчин и 11 женщин). Среди 76 неактивных 28 человек были учениками или студентами, 22 — пенсионерами, 26 были неактивными по другим причинам.

## Достопримечательности
- Замок Бомон (XV век). Исторический памятник с 1926 года[3]
- Замок Куэллан (XVII век). Исторический памятник с 1976 года[4]
- Менгир Пьер-Лонг (эпоха неолита). Исторический памятник с 1967 года[5]
- Церковь Сен-Серван (XV век)
- Часовня Сен-Матюрен (XVII век)
  - Потртер епископа (1690 год). Размеры — 160×160 см. Исторический памятник с 1982 года[6]
  - Картина «Сцена конфирмации» (1690 год). Размеры — 160×160 см. Исторический памятник с 1982 года[7]

## Фотогалерея

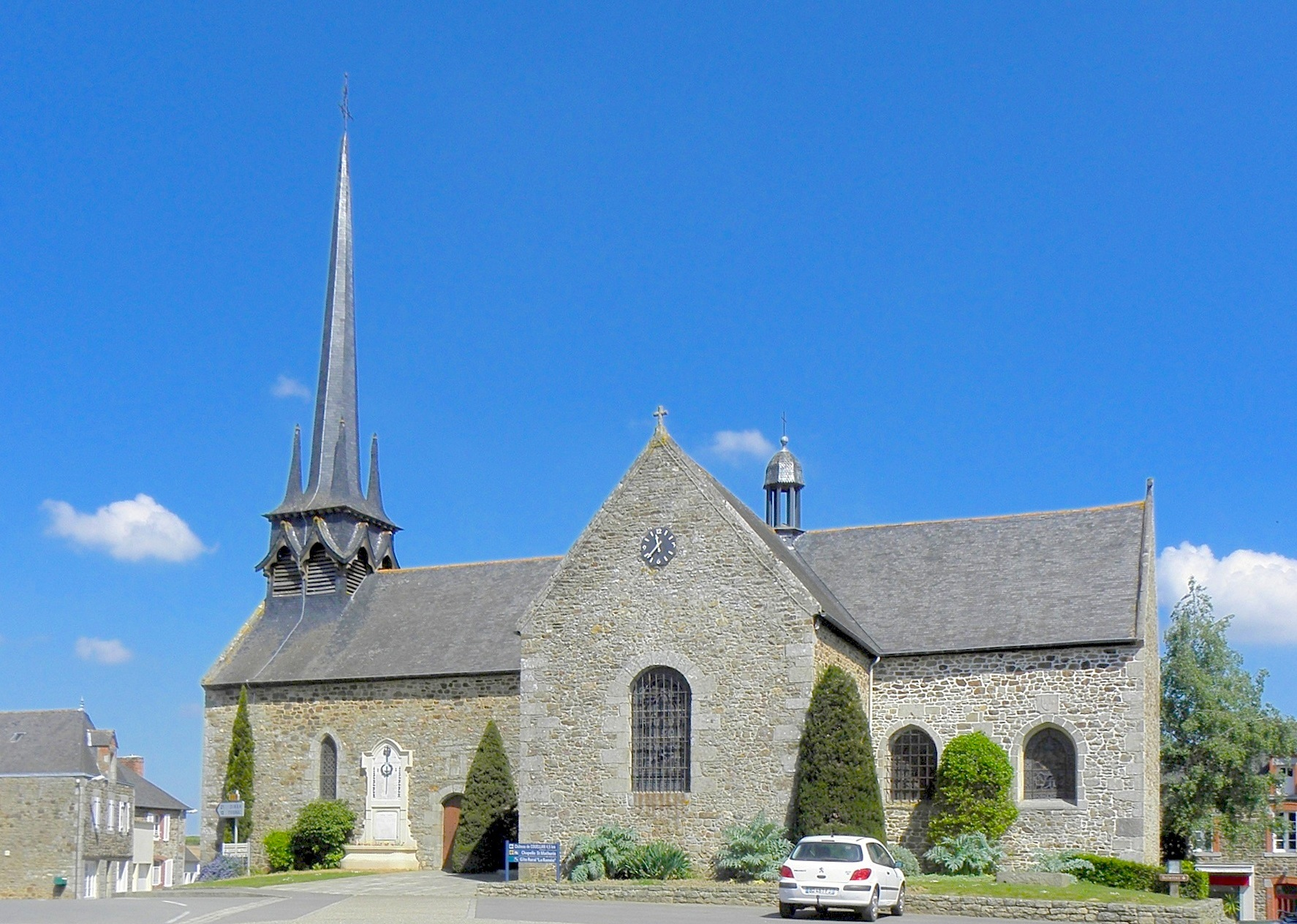
Церковь Сен-Серван
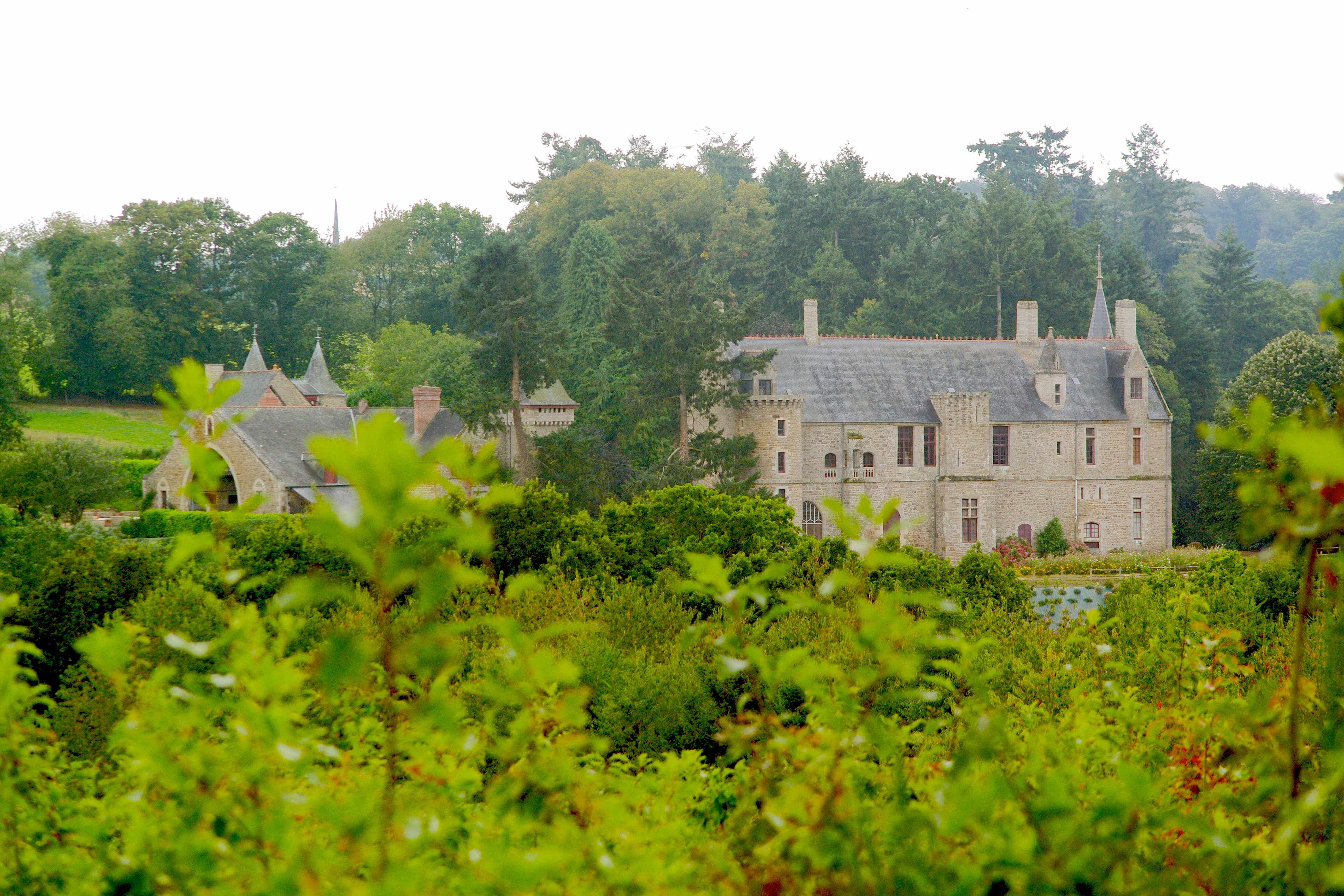
Замок Бомон
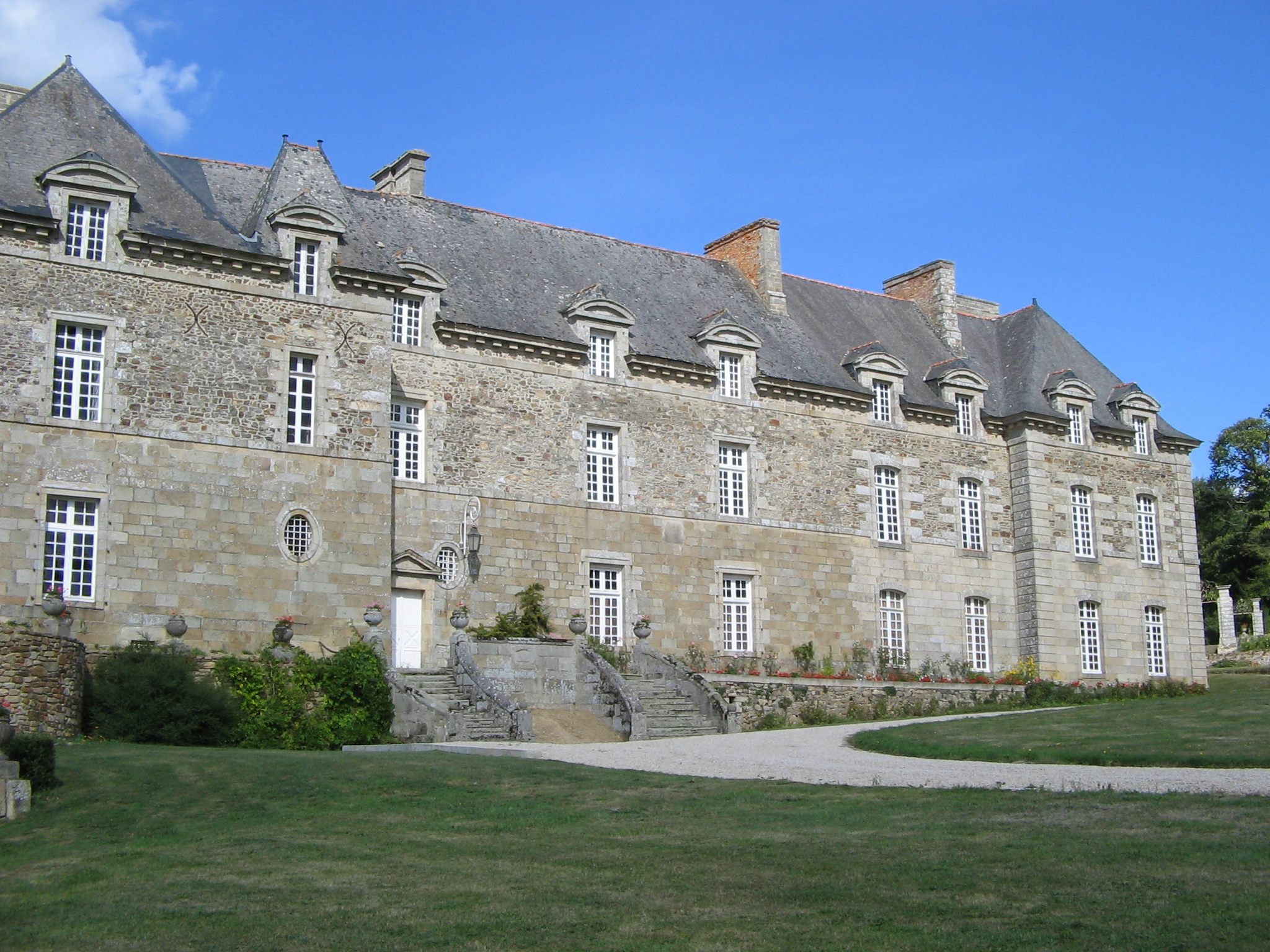
Замок Куэллан
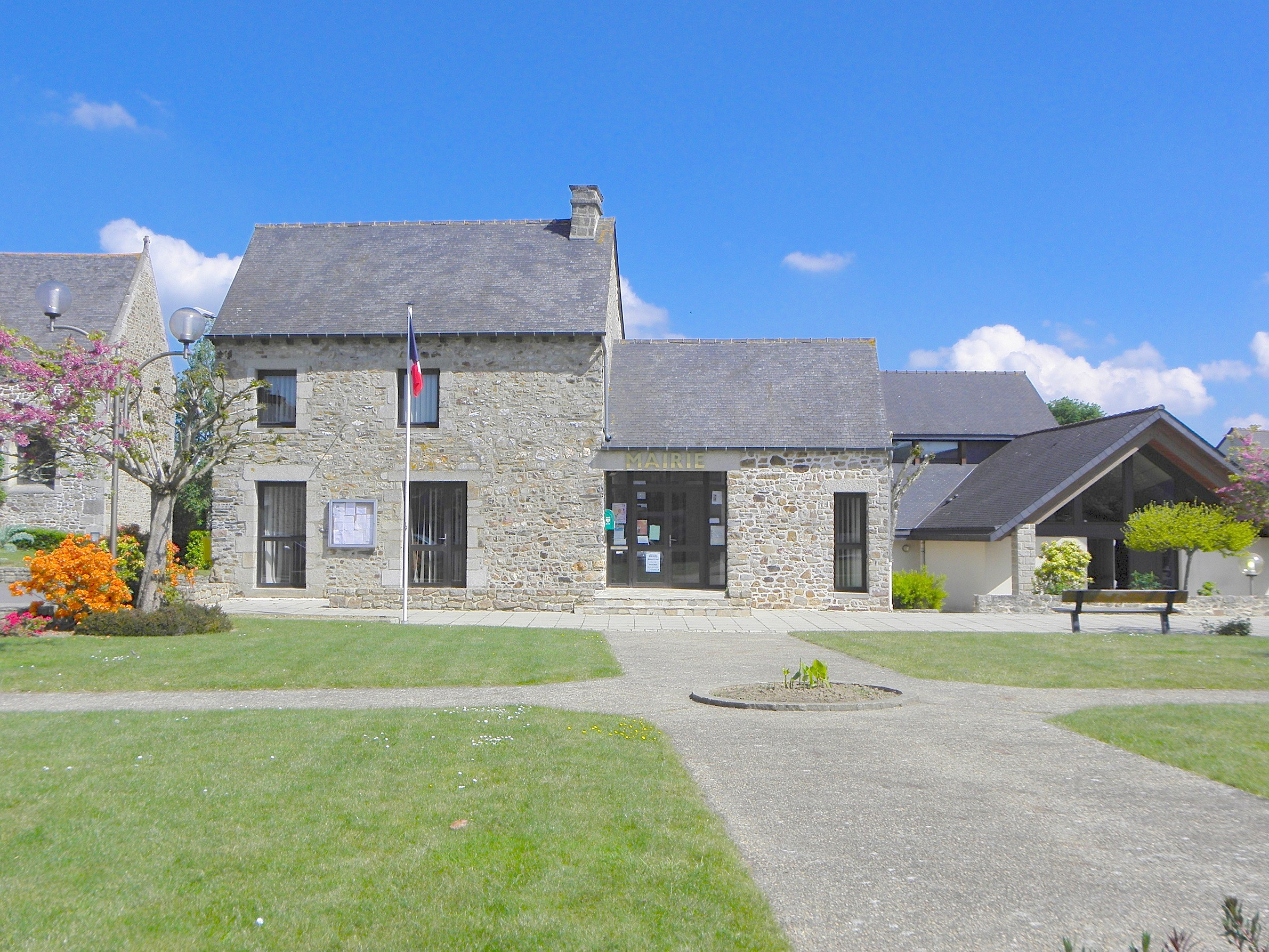
Мэрия
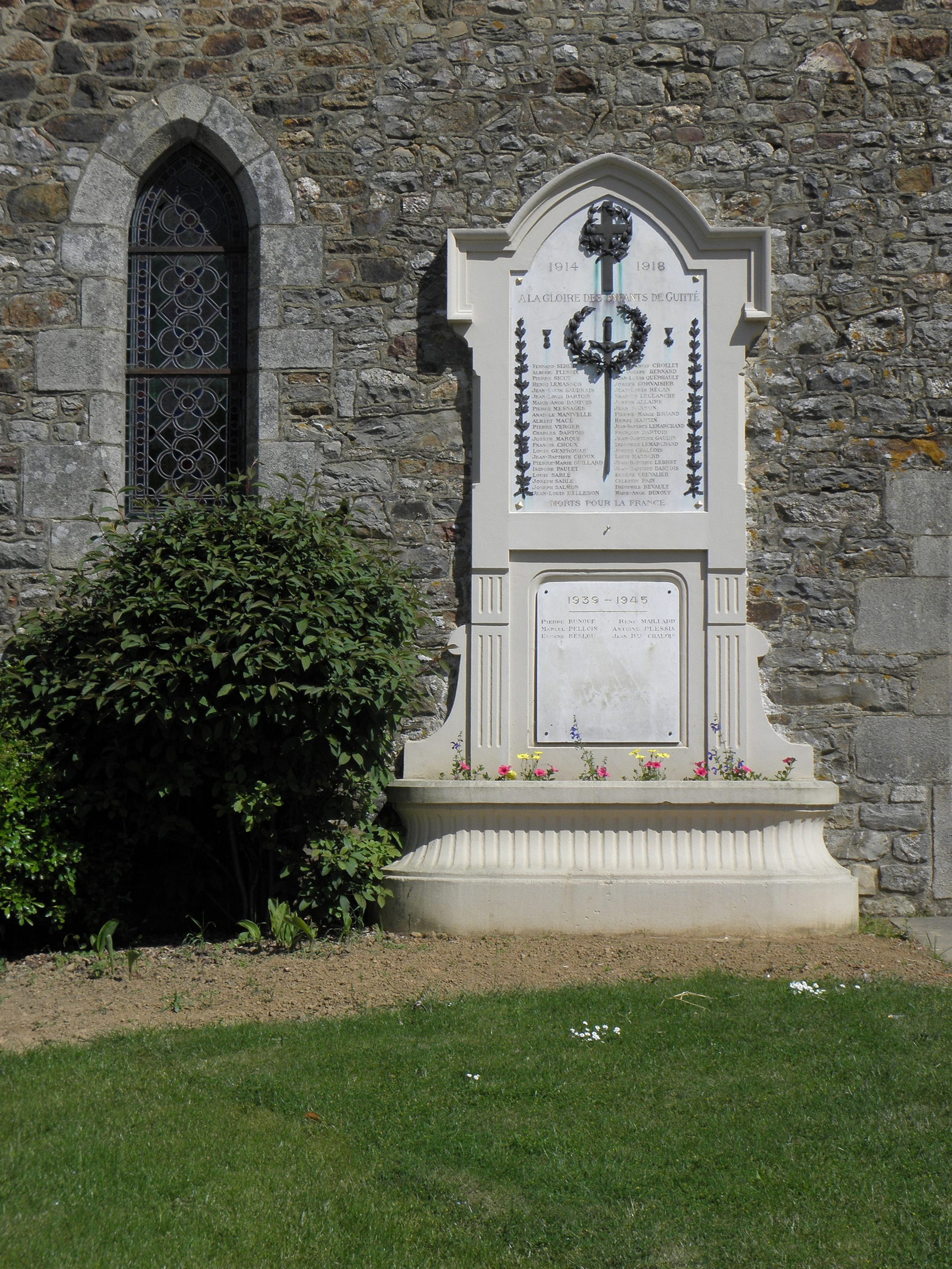
Военный мемориал
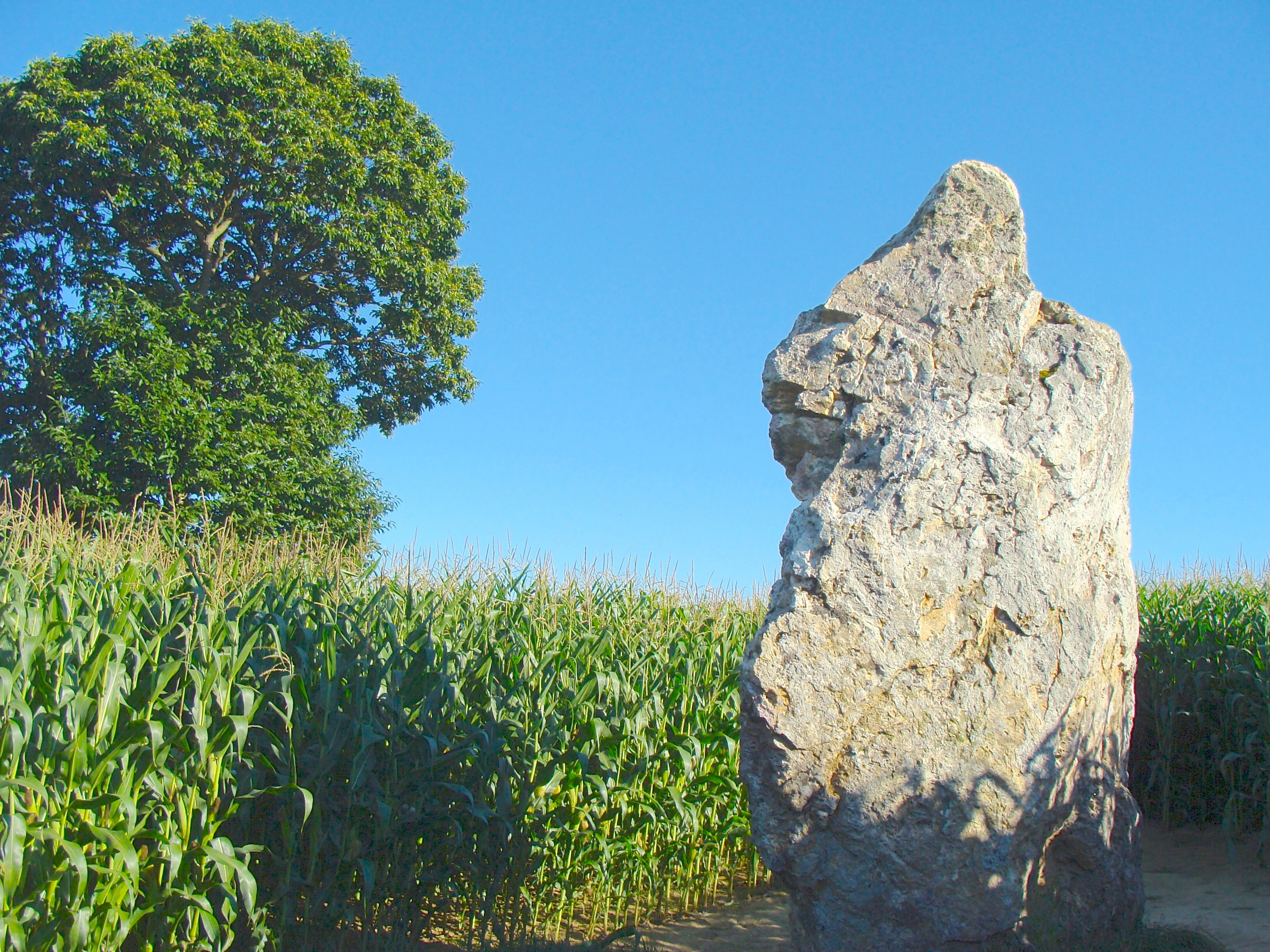
Менгир Пьер-Лонг